# Álvaro Arbeloa
Álvaro Arbeloa Coca (né le 17 janvier 1983 à Salamanque, Espagne) est un footballeur espagnol. Bien qu'évoluant habituellement au poste d'arrière latéral droit, il est également capable de jouer au poste d'arrière latéral droit ou de défenseur central si besoin. Il est réputé pour sa très bonne rigueur défensive.
Le 24 juin 2017, il annonce qu'il met un terme à sa carrière.

## Biographie

### Ses débuts
Né à Salamanque en 1983, sa famille déménage à Saragosse lorsqu'il a quatre ans. C'est donc logiquement qu'à l'âge de douze ans, il rejoint les rangs de l'équipe de jeunes du Real Saragosse dont il fera partie jusqu'en 2000, date à laquelle il rejoint l'équipe de jeunes du Real Madrid. Il joue pour le Real Madrid Castilla, devenant capitaine de l'équipe qui est promue en seconde division et qui comprend des joueurs comme Esteban Granero, Rubén de la Red, Roberto Soldado, Álvaro Negredo ou encore Juan Mata.
Ses bonnes performances lui permettent de faire quelques apparitions en équipe première au cours de la saison 2004-05 mais en 2006, il est acheté par le Deportivo la Corogne pour environ 2 millions d'euros. Il espère y trouver le temps de jeu qu'il peut difficilement avoir en équipe première au Real Madrid. À La Corogne, il ne jouera cependant que 20 matches avant d'être transféré, dès le début de l'année 2007, au prestigieux club anglais de Liverpool.

### Liverpool
Le 31 janvier 2007, Liverpool annonce son transfert pour un montant d'environ 4 millions d'euros, le Real Madrid recevant 50 % du montant de la transaction. Il fait ses débuts avec sa nouvelle équipe le 10 février, contre Newcastle, remplaçant Jermaine Pennant.
Sa première titularisation intervient en Ligue des champions contre le FC Barcelone au Camp Nou où il est utilisé comme arrière gauche. Ce placement est un choix tactique de l'entraîneur Rafael Benítez qui souhaite profiter du fait qu'Arbeloa est droitier pour contrer Lionel Messi qui a tendance à repiquer vers le centre du terrain. Ce choix s'avère payant et Liverpool s'impose 1-2 contre le tenant du titre. Cette année-là, Liverpool parviendra en finale de la compétition mais s'inclinera finalement 2-1 face à l'AC Milan.
Le 7 avril 2007, Arbeloa inscrit son premier but pour Liverpool contre Reading.
Poursuivant sur sa lancée au cours de la saison 2007-08, il gagne sa place de titulaire grâce à ses bonnes prestations lors des victoires de Liverpool face aux rivaux de Manchester United et Chelsea.
Le 18 mai 2009, contre West Bromwich Albion, Arbeloa se fait remarquer par une dispute avec son coéquipier Jamie Carragher. Les deux hommes doivent être séparés par leurs coéquipiers, Carragher arguant que l'erreur defensive qu'Arbeloa venait de faire menacer le bon résultat du club. Leur entraîneur n'a pas souhaité commenter cet incident.

### Real Madrid

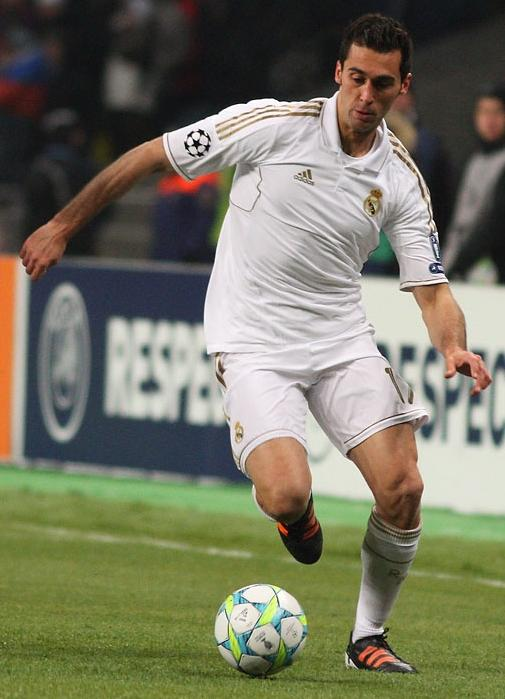
Arbeloa avec le Real Madrid.

Le 29 juillet 2009, il est annoncé que le Real Madrid et Liverpool sont parvenus à un accord pour le retour d'Arbeloa dans son club formateur pour un montant d'environ 6 millions d'euros. Arbeloa signe un contrat de cinq ans en faveur du club madrilène. À la suite des départs de Míchel Salgado et Miguel Torres, il porte le numéro 2 sur son maillot.
Lors de la saison 2009-2010, Arbeloa joue régulièrement au poste de latéral gauche car le titulaire du poste, Marcelo, n'offre pas suffisamment de garanties en termes d'expérience et de rigueur défensive. Le 13 février 2010, il inscrit son premier but depuis son retour au Real Madrid face à Xerez (3-0). Le 28 mars 2010, il se signale une nouvelle fois en inscrivant un but décisif lors du derby madrilène face à l'Atlético de Madrid (3-2) : à la réception d'une superbe ouverture de 40 mètres de Xabi Alonso dans le dos de la défense, il bat David de Gea d'une frappe du pied droit. Malgré cela, ses performances en dents de scie ne suffisent pas à lui assurer une place de titulaire.
Pour la saison 2010-2011, Arbeloa retrouve le numéro 17 qu'il avait également porté à Liverpool. Ses performances semblent en nette progression depuis l'arrivée à la tête de l'équipe de José Mourinho. Le 23 novembre 2010, lors du match retour contre l'Ajax Amsterdam en  Ligue des champions (4-0), il inscrit un superbe but : récupérant le ballon à 25 mètres du but à la suite d'un coup franc de Cristiano Ronaldo contré par le mur, il envoie un boulet de canon de l'extérieur du droit qui traverse une forêt de joueurs et vient se loger sur la gauche d'un Stekelenburg impuissant.
Par la suite, il est régulièrement utilisé par Mourinho, notamment lors des matches à fort enjeu où sa rigueur défensive est nécessaire. Il est ainsi titulaire sur le flanc droit de la défense en finale de la Coupe du Roi face au FC Barcelone (1-0 a.p.), match qui permet au Real de remporter son seul titre de la saison.
Au début de la saison 2011-2012, Arbeloa progresse une nouvelle fois dans la hiérarchie des défenseurs du Real. En effet, les problèmes personnels et physiques de Ricardo Carvalho incitent Mourinho à replacer Sergio Ramos dans l'axe de la défense aux côtés de Pepe, poste où il le trouve meilleur. Arbeloa en profite ainsi pour devenir le choix numéro 1 pour occuper le flanc droit de la défense en tant que titulaire. Il en sera de même lors de la saison 2012-2013.
Lors de la saison 2013-2014, il est de moins en moins titularisé à cause des performances exceptionnelles de Carvajal qui le pousse sur le banc.
Lors de la saison 2014-2015, il n'est plus du tout titulaire, mais joue quand même quelques matchs.
Lors de la saison 2015-2016, Danilo un défenseur droit est la doublure de Carvajal mais Arbeloa joue quand même, il annonce que c'est sa dernière saison avec le Real, il est fêté en triomphe lors de la fin du match contre Valence lors de la 37e journée, ce qui sera son dernier match avec le Real après 7 saisons.

### Sélection nationale

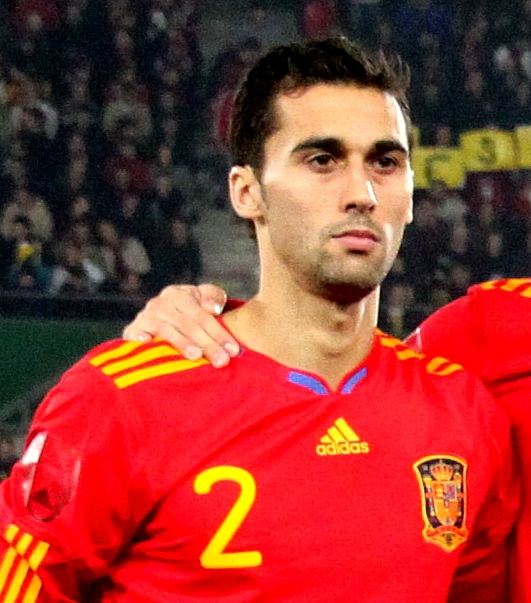
Arbeloa sous le maillot de la Roja.

Le 1er février 2008, il est convoqué pour la première fois en équipe nationale d'Espagne par Luis Aragonés après avoir joué par le passé en équipe espoirs. Cependant, il se blesse quelque temps avant le match et ne peut jouer. Le 26 mars 2008, lors d'un match amical contre l'Italie, il honore finalement sa première sélection en remplaçant Sergio Ramos à la 75e minute.
À compter de ce moment, il fait toujours partie du groupe de joueurs appelés en sélection. Il participe à la campagne victorieuse de l'Espagne lors de l'Euro 2008. En 2009, il joue la Coupe des confédérations au cours de laquelle l'Espagne termine troisième. Puis, le 11 juillet 2010, il devient champion du monde lorsque sa sélection remporte la Coupe du monde en Afrique du Sud.
Arbeloa remporte l'Euro 2012 avec la sélection espagnole en disputant tous les matchs dans leur intégralité. Le madrilène est cependant toujours raillé pour son apport offensif quasi inexistant et beaucoup voient en lui le maillon faible de l'équipe. Néanmoins sa solidité défensive comble ce manque. Il est systématiquement titularisé par Vicente del Bosque au sein d'une défense qui n'encaisse qu'un seul but durant cet Euro. Le 13 mai 2014, il annonce sur twitter qu'il se retire de la sélection après ne pas avoir été retenu par Vicente del Bosque pour la Coupe du monde au Brésil.

## Parcours d'entraîneur
Il succède à Raúl comme entraîneur de la Castilla à l'été 2025.

## Vie privée
En juillet 2009, il épouse son amour de jeunesse, Carlota Ruiz.
En avril 2010, il devient père d'une petite fille prénommée Alba.
En mai 2013, il devient père d'un petit garçon prénommé Raùl.
En janvier 2016, il devient père d'une petite fille prénommée Vega.

## Palmarès

### En club
- Coupe du monde des clubs de la FIFA (1)
  - Vainqueur : 2014

- Ligue des Champions (2)
  - Finaliste : 2007
  - Vainqueur : 2014 et 2016

- Championnat d'Espagne (1)
  - Champion : 2012

- Coupe d'Espagne (2)
  - Vainqueur :  2011, et 2014

- Supercoupe d'Espagne (1)
  - Vainqueur :  2012

### Avec l'Espagne
Le palmarès d'Arbeloa avec l'Espagne est :
- Coupe du monde (1)
  - Vainqueur : 2010

- Championnat d'Europe (2)
  - Vainqueur : 2008 et 2012